# Of Plymouth Plantation
Of Plymouth Plantation è un diario scritto da William Bradford, il capo della Colonia di Plymouth nel Massachusetts. È considerato il resoconto più autorevole sui Padri Pellegrini e dei primi anni della colonia che fondarono.
Il diario fu scritto tra il 1630 e il 1651 e descrive la storia dei Padri Pellegrini dal 1608, quando si stabilirono nella Repubblica delle Sette Province Unite, il seguente viaggio del Mayflower del 1620 verso il Nuovo Mondo, fino all'anno 1647. Il libro si conclude con un elenco dei passeggeri del Mayflower e di ciò che accadde loro, scritto nel 1651.

## Origine del nome
Il documento ha assunto molti nomi nel tempo. Nella parte superiore del testo originale si trova "Of Plim̃oth Plantation", ma le stampe più recenti usano spesso la grafia moderna, "Plymouth". Il testo del diario di Bradford viene spesso chiamato "History of Plymouth Plantation" (Storia della piantagione di Plymouth).
Quando Samuel Wilberforce citò l'opera di Bradford in "A History of the Protestant Episcopal Church in America" nel 1844, il documento fu citato come "History of the Plantation of Plymouth" (Storia della piantagione di Plymouth). Viene anche chiamato occasionalmente "William Bradford's Journal" (Giornale di William Bradford). Una versione pubblicata dal Commonwealth del Massachusetts (dopo il ritorno del manoscritto dall'Inghilterra nel 1897) è intitolata "Bradford's History "Of Plimoth Plantation"" (Storia di Bradford "Di piantagione di Plymouth") mentre sul dorso è etichettata come "The Bradford History" (La storia di Bradford). È stato anche chiamato "The Mayflower" (Il Mayflower), sebbene non sia un registro di bordo e sia stato scritto dopo gli eventi.

## Materiali di Bradford
Bradford, Edward Winslow e altri contribuirono materiale a George Morton, che fuse tutto in una lettera pubblicata a Londra nel 1622 con il titolo "Mourt's Relation". Si trattava principalmente di un diario dei primi anni dei coloni a Plymouth.
Il diario di Bradford registra gli eventi dei primi 30 anni della colonia di Plymouth, così come le reazioni dei coloni a quegli eventi, ed è considerato dagli storici l'opera preminente dell'America del XVII secolo. È il racconto semplice ma vivido di Bradford che ha reso i Padri Pellegrini ciò che Samuel Eliot Morison chiamava gli "antenati spirituali di tutti gli americani".
A quanto pare Bradford non fece mai un tentativo di pubblicare il manoscritto durante la sua vita, ma intendeva che venisse conservato e letto da altri. Alla fine del capitolo 6 scrisse:
(Of Plymouth Plantation, capitolo 6)

## Storia del manoscritto

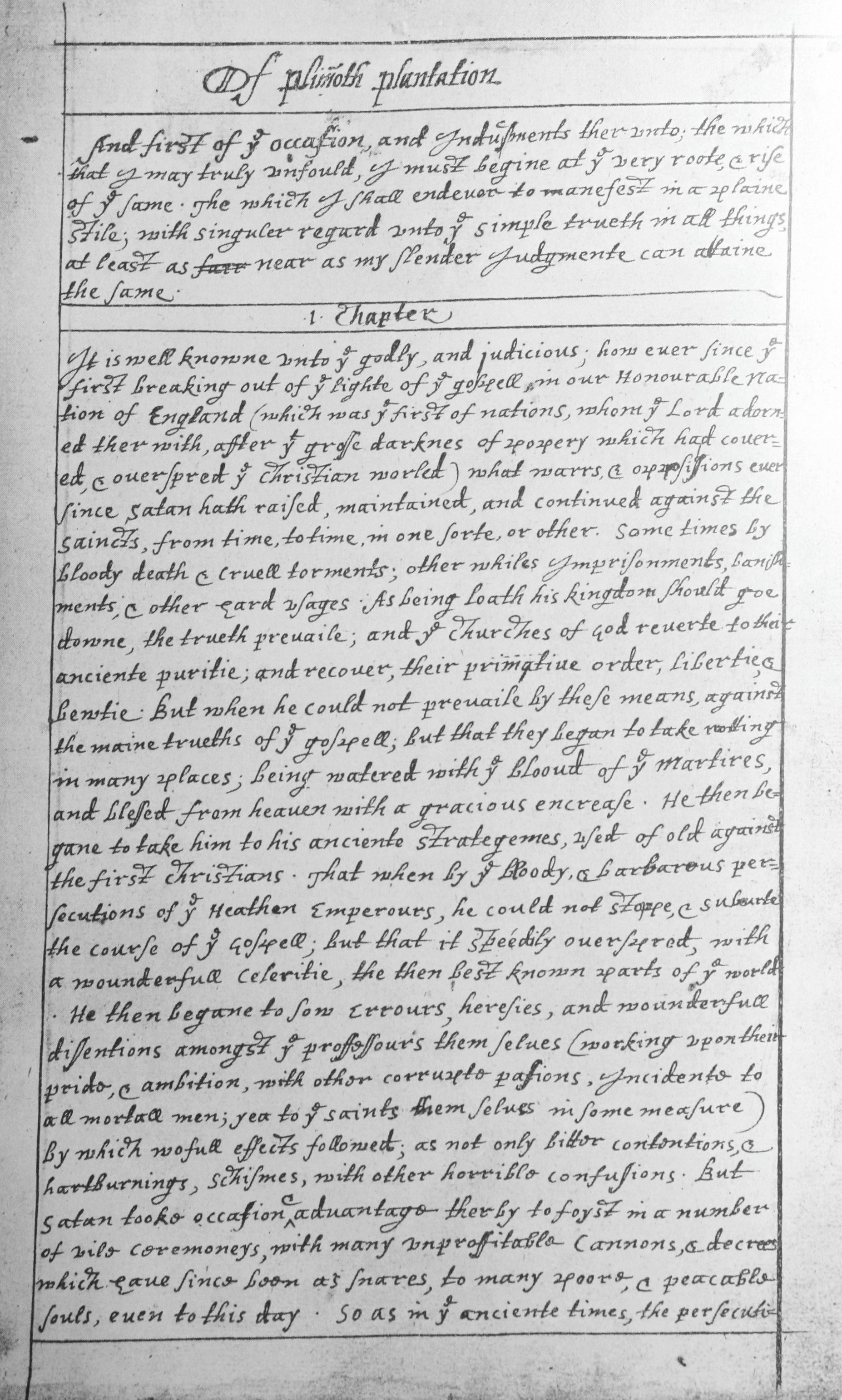
La prima pagina manoscritta dell'opera di Bradford.

Il manoscritto originale di Bradford fu lasciato nella torre della Old South Meeting House a Boston durante la guerra d'indipendenza americana. Le truppe britanniche occuparono la chiesa durante la guerra e il manoscritto scomparve, restando disperso per il secolo successivo. Alcuni studiosi notarono che Samuel Wilberforce citava l'opera di Bradford in "A History of the Protestant Episcopal Church in America" del 1844, e il manoscritto mancante fu finalmente scoperto nella biblioteca del vescovo di Londra a Fulham Palace; venne rimesso in stampa nel 1856. Gli americani fecero molte proposte formali affinché il manoscritto tornasse nella sua sede nel New England, ma senza successo. Il senatore del Massachusetts George Frisbie Hoar lanciò un'iniziativa nel 1897, sostenuta dalla Pilgrim Society, dall'American Antiquarian Society e dalla New England Society di New York.
Il vescovo di Londra Frederick Temple venne a conoscenza dell'importanza del libro e pensò che dovesse tornare in America. Tuttavia, era detenuto dalla Chiesa d'Inghilterra e l'arcivescovo di Canterbury doveva approvare tale mossa - e l'arcivescovo era proprio Frederick Temple quando la richiesta di Hoar raggiunse l'Inghilterra. La Corte Concistoriale e Episcopale di Londra del vescovo osservò che nessuno poteva dire con certezza come fosse arrivato esattamente il libro a Londra, ma sosteneva che il registro dei matrimoni e delle nascite che conteneva avrebbe dovuto essere depositato presso la Chiesa in primo luogo, e quindi il libro era un documento della chiesa e la Diocesi di Londra ne aveva il giusto controllo. La corte, tuttavia, osservò che la Diocesi di Londra non era il deposito appropriato per quelle informazioni all'epoca della dichiarazione d'indipendenza delle Tredici Colonie nel 1776. Così, la corte del vescovo ordinò che venisse fatta una copia fotografica dei registri per la corte, e che l'originale fosse consegnato al governatore del Massachusetts.
Il diario di Bradford fu presentato al Governatore del Commonwealth del Massachusetts durante una seduta congiunta della legislatura il 26 maggio 1897. È depositato presso la Biblioteca di Stato del Massachusetts nello State House a Boston. Nel giugno 1897, la legislatura statale ordinò la pubblicazione della storia con copie dei documenti associati alla restituzione. Nel 1912, la Massachusetts Historical Society pubblicò una versione definitiva autorizzata del testo.
Il manoscritto del diario di William Bradford è un volume rilegato in pergamena che misura 292 x 197 mm. Ci sono 270 pagine numerate (a volte in modo impreciso) da Bradford. Nel 2015 il manoscritto è stato conservato e digitalizzato presso il Northeast Document Conservation Center. L'inchiostro è leggermente sbiadito e ingiallito dal tempo, ma è ancora perfettamente leggibile. Le pagine sono leggermente macchiate, ma per il resto il documento di 400 anni è in condizioni straordinariamente buone. La pagina 243 è mancante, con una nota di Prence che afferma che era già sparita quando ha ricevuto il documento.

## Cronistoria
Questo elenco cronologico fornisce una panoramica generale degli eventi narrati in "Of Plymouth Plantation":
1607-1620: I Pellegrini in Leiden:
- Motivazioni religiose per lasciare l'Inghilterra.
- La vita nella comunità separatista in Olanda.
- La decisione di migrare verso il Nuovo Mondo.

1620:    Il viaggio verso il Nuovo Mondo:
- La traversata atlantica a bordo del Mayflower.
- Le difficoltà e i pericoli del viaggio.
- L'arrivo a Cape Cod e la scelta di Plymouth.

1620-1621:    Il primo inverno a Plymouth:
- La scarsità di cibo e le difficili condizioni.
- Le malattie e la mortalità tra i coloni.
- I primi contatti con i Wampanoag e Massasoit.

1621-1630:    Primi anni di crescita e sviluppo:
- L'arrivo di nuovi coloni e la crescita della colonia.
- L'apprendimento delle tecniche agricole dai nativi.
- La costruzione di case e infrastrutture.
- I primi commerci con i nativi e l'esplorazione del territorio.

1630-1646:     Eventi successivi e riflessioni di Bradford:
- La guerra di Pequot e le relazioni con altri gruppi tribali.
- La crescita economica e l'espansione della colonia.
- La morte di alcuni leader chiave, tra cui Massasoit.
- Le riflessioni di Bradford sulla storia dei pellegrini e il loro significato.

## Episodi

### Arrivo a Capo Cod a bordo della Mayflower
But hear I cannot but stay and make a pause, and stand half amased at this poore peoples presente condition; and so I thinke will the reader too, when he well considers ye same. Being thus passed ye vast ocean, and a sea of troubles before in their preparation (as may be remembered by yt which wente before), they had now no friends to wellcome them, nor inns to entertaine or refresh their weatherbeaten bodys, no houses or much less townes to repaire too, to seeke for succoure ...
Let it also be considered what weake hopes of supply & succoure they left behinde them, yt might bear up their minds in this sade condition and trialls they were under; and they could not but be very smale. It is true, indeed, ye affections & love of their brethren at Leiden was cordiall & entire towards them, but they had little power to help them, or them selves; and how ye case stode betweene them & ye marchants at their coming away, hath already been declared. What could not sustaine them but ye spirite of God & his grace? May not & ought not the children of these fathers rightly say : Our faithers were Englishmen which came over this great ocean, and were ready to perish in this willdernes; but they cried unto ye Lord, and he heard their voyce, and looked on their adversitie, &c. Let them therfore praise ye Lord, because he is good, & his mercies endure for ever...»
Ma qui non posso fare a meno di fermarmi, fare una pausa e rimanere quasi sbalordito di fronte alle condizioni attuali di questa povera gente; e penso che anche il lettore lo sarà, quando rifletterà bene sulla situazione. Dopo aver attraversato il vasto oceano e un mare di guai durante i preparativi (come si può ricordare da ciò che abbiamo raccontato prima), ora non avevano amici per accoglierli, né locande per ospitare o ristorare i loro corpi provati dal maltempo, nessuna casa o tantomeno città in cui rifugiarsi per cercare soccorso...
Si consideri inoltre quali deboli speranze di rifornimento e aiuto si siano lasciati alle spalle, che potessero sostenere il loro morale in questa triste condizione e nelle prove che stavano affrontando; e non potevano che essere davvero minime. È vero, in effetti, che l'affetto e l'amore dei loro fratelli a Leida erano sinceri e indivisibili nei loro confronti, ma avevano poche possibilità di aiutarli, o loro stessi; e come stavano le cose tra loro e i mercanti al momento della partenza è già stato raccontato. Cosa poteva sostenerli se non lo spirito di Dio e la sua grazia? Non possono e non devono i figli di questi padri dire a ragione: I nostri padri erano inglesi che attraversarono questo grande oceano, e stavano per perire in questo deserto; ma essi gridarono al Signore, ed egli udì la loro voce, e guardò alla loro avversità, ecc. Lodino dunque il Signore, perché egli è buono, e la sua misericordia è eterna...»
(Of Plymouth Plantation, capitolo 9)

### Attriti con i Pequots
Bradford descrive l'inizio di un conflitto con i Pequot e la loro successiva sconfitta da parte dei coloni e dei loro alleati Narragansett e Mohegan.
IN ye fore parte of this year, the Pequents fell openly upon ye English at Conightecute, in ye lower parts of ye river, and slew sundry of them, (as they were at work in ye feilds,) both men & women, to ye great terrour of ye rest; and wente away in great prid & triumph, with many high threats. They allso assalted a fort at ye rivers mouth, though strong and well defended; and though they did not their prevaile, yet it struk them with much fear & astonishmente to see their bould attempts in the face of danger; which made them in all places to stand upon their gard, and to prepare for resistance, and ernestly to solissite their freinds and confederats in ye Bay of Massachusets to send them speedy aide, for they looked for more forcible assaults.
[...]
In ye mean time, the Pequents, espetially in ye winter before, sought to make peace with ye Narigansets, and used very pernicious arguments to move them therunto: as that ye English were stranegers and begane to overspred their countries and would deprive them therof in time, if they were suffered to grow & increse; and if ye Narigansets did assist ye English to subdue them, they did but make way for their owne overthrow, for if they were rooted out, the English would soone take occasion to subjugate them; and if they would harken to them, they should not neede to fear ye strength of ye English; for they would not come to open battle with them, but fire their houses, kill their katle, and lye in ambush for them as they went abroad upon their occasions; and all this they might easily doe without any or litle danger to them selves. The which course being, held, they well saw the English could not long subsiste, but they would either be starved with hunger, or be forced to forsake the countrie; with many ye like things; inso much that ye Narigansets were once wavering, and were halfe minded to have made peace with them, and joyed against ye English. But againe when they considered, how much, wrong they had received from the Pequents, and what an oppertunitie they now had by ye help of ye English to right them selves, revenge was so sweete unto them, as it prevailed above all ye rest; so as they resolved to joyne with ye English against them, & did.
[...]
From Connightecute (who were most sencible of ye hurt sustained, & ye present danger), they sett out a partie of men, and another partie mett them from ye Bay, at ye Narigansets, who were to joyne with them. Ye Narigansets were ernest to be gone before ye English were well rested and refreshte, espetially some of them which came last.
It should seeme their desire was to come upon ye enemie sudenly, & undiscovered. Ther was a barke of this place, newly put in ther, which was come from Conightecutte, who did encourage them to lay hold of ye Indeans forwardness and to shew as great forwardnes as they, for it would incorage them, and expedition might prove to their great advantage. So they went on, and so ordered their march, as the Indeans brought them to a forte of ye enimies (in which most of their cheefe men were) before day. They approached ye same with great silence, and surrounded it both with English & Indeans, that they might not breake out; and so assualted them with great courage, shooting, amongst them, and entered ye forte with all speed; and those yt first entered found sharp resistance from the enimie, who both shott at & grapled with them; others rane into their howses, & brought out fire, and sett them on fire, which soone tooke in their matts, &, standing close togeather, with ye wind, all was quietly on a flame, and therby more were burnte to death then was otherwise slain; it burnte their bowstrings, and made them unservisable. Those yt scaped ye fire were slaine with ye sword; some hewed to peeces, others rune throw with their rapiers, so as they were quickly dispatchte, and very few escaped. It was conceived they thus destroyed about 400 at this time. It was a fearfull sight to see them thus frying, in ye fyer, and ye streams of blood quenching ye same, and horrible was ye stinck & sente ther of; but ye victory seemed a sweete sacrifice, and they gave the prays therof to God, who had wrought so wonderfuly for them, thus to inclose their enimise in their hands, and give them so speedy a victory over so proud & insulting an enimie. The Narigansett Indeans, all this while, stood round aboute, but aloofe from all danger, and left ye whole execution to ye English, exept it were ye stoping of any yt broke away, insulting over their enimies in this their ruine & miserie, when they saw them dancing in ye flames, calling them by a word in their owne language, signifing, O brave Pequents! which they used familierly among them selves in their own prayes, in songs of triumph after their victories.»
All'inizio di quest'anno, i Pequot attaccarono apertamente gli Inglesi a Conightecut, nella parte inferiore del fiume, uccidendo diversi di loro (mentre lavoravano nei campi), uomini e donne, con grande terrore per gli altri; e se ne andarono via con grande orgoglio e trionfo, con molte minacce arroganti. Assalirono anche un forte alla foce del fiume, sebbene fosse ben difeso e fortificato; e sebbene non lo conquistarono, li colpì con molta paura e sconcerto vedere i loro audaci tentativi di fronte al pericolo. Ciò li costrinse, in tutti i luoghi, a stare in guardia e a prepararsi alla resistenza, e a sollecitare con insistenza i loro amici e confederati nella Baia del Massachusetts affinché inviassero loro un rapido aiuto, poiché si aspettavano attacchi ancora più violenti.
[...]
Nel frattempo, i Pequot, specialmente nell'inverno precedente, cercarono di fare pace con i Narragansett, e usarono argomenti molto pericolosi per convincerli: dicevano che gli Inglesi erano stranieri e stavano iniziando a invadere le loro terre e li avrebbero privati di esse a tempo debito, se avessero potuto crescere e aumentare di numero; e se i Narragansett avessero aiutato gli Inglesi a sottometterli, avrebbero solo spianato la strada alla loro stessa rovina, perché se i Pequot venissero sterminati, gli Inglesi avrebbero presto trovato il modo di soggiogarli. E se i Narragansett li avessero ascoltati, non avrebbero dovuto temere la forza degli Inglesi; perché non li avrebbero affrontati in battaglia aperta, ma avrebbero dato fuoco alle loro case, ucciso il loro bestiame e teso loro imboscate mentre uscivano per i loro affari; e tutto ciò avrebbero potuto farlo facilmente senza alcun pericolo per se stessi. Seguendo questa strategia, vedevano chiaramente che gli Inglesi non sarebbero potuti sopravvivere a lungo, ma sarebbero morti di fame o sarebbero stati costretti ad abbandonare il paese; con molte altre affermazioni simili. Tanto che i Narragansett, per un momento, vacillarono e furono quasi sul punto di fare la pace con loro, e si rallegrarono contro gli Inglesi. Ma poi, riflettendo sui tanti torti ricevuti dai Pequot e sulla grande opportunità che avevano ora con l'aiuto degli Inglesi per vendicarsi, la vendetta divenne così dolce per loro che prevalse su tutto il resto; così decisero di unirsi agli Inglesi contro di loro, e lo fecero.
[...]
Da Connightecute (che aveva subito il maggior danno e si trovava in pericolo immediato), partirono un gruppo di uomini, mentre un altro gruppo li raggiunse dalla Baia, presso i Narragansett, che avrebbero dovuto unirsi a loro. I Narragansett erano impazienti di partire prima che gli Inglesi fossero ben riposati e ristorati, specialmente alcuni di quelli arrivati per ultimi.
Sembra che il loro desiderio fosse quello di sorprendere il nemico all'improvviso, senza essere scoperti. C'era una nave di queste zone, appena arrivata da Connightecute, che li incoraggiò a sfruttare la prontezza degli Indiani e a mostrarsi altrettanto veloci, poiché questo li avrebbe motivati e la rapidità avrebbe potuto rivelarsi un grande vantaggio.
Così procedettero, organizzando la marcia in modo tale che gli Indiani li condussero al forte nemico (dove si trovava la maggior parte dei loro capi) prima dell'alba. Si avvicinarono in gran silenzio e lo circondarono completamente, con Inglesi e Indiani, per impedire la fuga; poi lo attaccarono con grande coraggio, sparando e irrompendo nel forte a tutta velocità. Quelli che entrarono per primi incontrarono una forte resistenza da parte del nemico, che sparò e li affrontò corpo a corpo; altri corsero alle loro case, uscirono con del fuoco e appiccarono un incendio, che ben presto prese ai loro tappeti e, propagandosi velocemente a causa del vento, avvolse tutto in una fiamma. In questo modo morirono bruciati più nemici di quelli uccisi in altri modi; il fuoco bruciò anche le corde dei loro archi, rendendoli inutilizzabili. Coloro che scapparono al fuoco furono uccisi con la spada; alcuni fatti a pezzi, altri trafitti con le spade da lato, così da essere eliminati rapidamente e con pochissimi fuggitivi. Si ritiene che in quell'occasione siano stati sterminati circa 400 nemici.
Era uno spettacolo terrificante vederli friggere così nel fuoco, con i rivoli di sangue che lo spegnevano, e l'odore era orribile e nauseante; ma la vittoria sembrò un dolce sacrificio, e resero grazie a Dio che aveva agito così miracolosamente per loro, chiudendo i loro nemici nelle loro mani e dando loro una vittoria così rapida su un nemico così orgoglioso e insolente. Gli Indiani Narragansett, per tutto il tempo, si tennero a distanza da ogni pericolo, lasciando l'intera esecuzione agli Inglesi, tranne che per fermare chiunque tentasse di fuggire, insultando i loro nemici in questa rovina e miseria, mentre li vedevano danzare tra le fiamme, chiamandoli con una parola nella loro lingua che significava "Oh, coraggiosi Pequot!" che usavano familiarmente tra loro nelle loro preghiere, nei canti di trionfo dopo le vittorie.»

## Edizioni
- (EN) William Bradford, Of Plymouth Plantation 1620-1647, introduzione di Francis Murphy, McGraw-Hill Humanities Social, 1981, ISBN 9780075542810.